# 马里奥·梅内盖蒂
马里奥·梅内盖蒂（義大利語：Mario Meneghetti，1893年2月4日—1942年2月24日），意大利男子足球运动员，司职中场。他曾代表意大利国奥队参加1920年夏季奥林匹克运动会足球比赛，获得第四名。